# سوق المشير

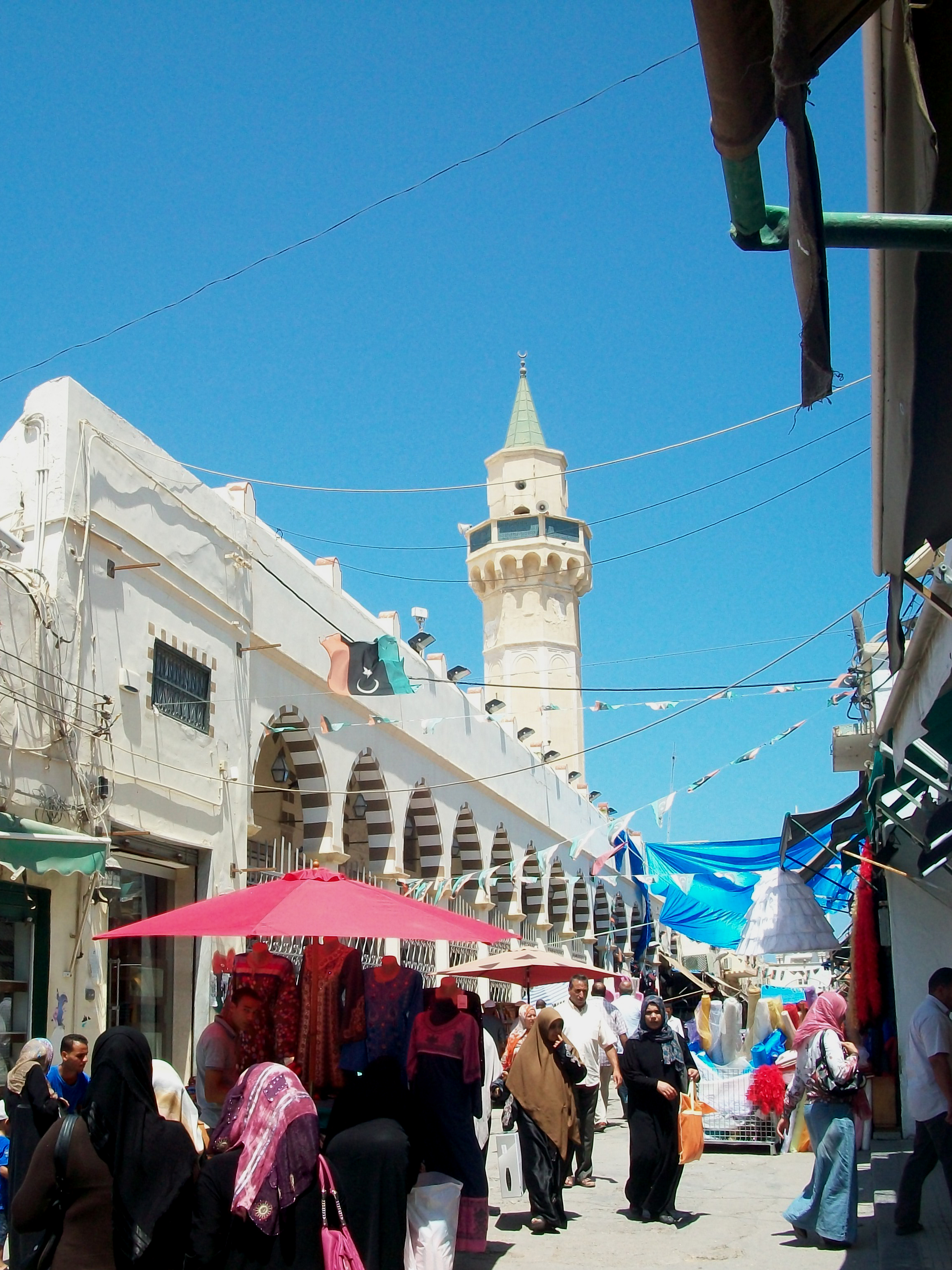
سوق المشير وجامع أحمد باشا.

سوق المشير وهو أحد الأسواق التاريخية في طرابلس القديمةليبيا،
وهو يقع في باب هوارة جنوب شرقي، وينتهي إلى قرب برج الساعة شمال غرب، من مدينة طرابلس القديمة.

## تاريخ السوق
قام ببناءه الوالي المشير رجب باشا بتشييد هذا السوق أثناء توليه حكم
ولاية طرابلس بين سنتين 1606 -1608 وسمي باسمة

## وصف للسوق
وهو سوق مفتوح واحدى أضلاعه مستحدث في العهد الإيطالي، أما الضلع الآخر فتوجد به عدة مداخل: مدخل لفندق الزهر، ومدخل لسوق الكتب، ومدخل لسوق الرداوات (الرباع القديم) ومدخل لجامع أحمد باشا القرة مانلى يتقدمه رواق معمد ومدخل لسوق العطارة وخمسة مداخل لسوق الصناعات التقليدية ويطل بمنفذ على شارع السرايا من الناحية المقابلة وهذا السوق ما يزال قائما إلى يومنا هذا وأهم المعالم الموجودة في هذا السوق: فندق الزهور، وكان يستعمل في بيع الزهور ويستخدم للمبيت، أي متخصص في الأنشطة ذات العلاقة بالنباتات الطبيعي ة، والأعشاب الطبيعية، ومستلزمات الحدائق، وتسويق الزهور، وجامع أحمد باشا القرة مانلى الذي أنشئ في عهد أحمد القرة مانلى في موقع جامع العشرة القديم وعمرو بن العاص وبرج الساعة في نهاية السوق،
وهو سوق تسويق لجميع الأشياء من المواد الغذائية إلى الملا بس والخردوات والأقمشة وما زال هذا السوق متحفظا بنفس التخصص السابق، ويعتبر من أنشط الأسواق في المدينة القديمة وكانت الأغلبية الساحقة من التجار في السابق من اليهود، مع وجود بعض التجار الليبيين الذين كانوا يبيعون الملابس في هذا السوق في الفترة العثمانية.

## وصلات خارجية
- ليبيا السياحة
- صور أسواق المدينة القديمة طرابلس